# Teodoro I Muzaka
Teodoro I Muzaka (en albanés: Teodor I Muzaka; fallecido probablemente el 15 de junio de 1389 cerca de Priština, Kosovo) fue un príncipe albanés.
Teodoro provenía de la noble familia Muzaka, que tenía propiedades en el centro de Albania. Su padre Andrés II Muzaka fue el fundador del principado de Berat, que existió desde 1335 hasta 1444. En 1372, sucedió a su padre como gobernante de Berat. Su hermano menor, Juan I Muzaka, gobernó las ciudades de Korçë y Kastoriá como sebastocrátor. Teodoro tuvo que reconocer la soberanía de Balša II de Zeta, cuya esposa, una hija del gobernador serbio Juan Comneno Asen (fallecido en 1363), había incluido Berat como dote para el matrimonio.
Según el cronista Juan Muzaka, Teodoro murió en la batalla de Kosovo (1389), posiblemente como un vasallo serbio, contra los otomanos. El gobierno del principado de Muzaka volvió a su hijo Teodoro II Muzaka, que fue reconquistado en 1396 luego de la muerte de Marko Mrnjavčević con quien tenía una disputa.